# Рубанов Петро Якимович
Петро Якимович Рубанов (19 серпня 1920 — 12 квітня 2017) — радянський військовий льотчик, Герой Радянського Союзу (1945). Почесний громадянин міста Запоріжжя (2010).

## Життєпис
Народився 19 серпня 1920 року в селі Ошарова, нині Ніжнеінгашського району Красноярського краю у багатодітній селянській родині — переселенців із Білорусі. Був сьомою дитиною у батьків — Якима Захаровича та Єфросинії Олексіївни. Уже з п'яти років привчався сидіти на коні та тягти борону на полі свого батька. Проте за радянської влади родину розкуркулили, батько був вимушений тривалий час переховуватись від переслідувань, дві сестри померли від голоду. Мати — Єфросинія Олексіївна з п'ятьма дітьми опинилась на вулиці. Після тривалих поневірянь родина знову об'єдналась і переїхала до міста Чорногорська (Хакасія). Батько, щоб прогодувати сім'ю, пішов працювати на рудник, а діти почали ходити до школи.
Саме у Чорногорську, при місцевому Будинку оборони, було відкрито планерний гурток, куди і записався зовсім юним Петро Рубанов. З 1935 року здійснював польоти на планері. Коли в наступному, 1936 році в місті було відкрито і аероклуб, був туди прийнятий, як виняток з правил у свої шістнадцять років, адже мав значний наліт на планері (набір юнаків до аероклубу здійснювався після досягнення ними вісімнадцятирічного віку). У серпні 1938 року успішно закінчив навчання в інструкторській групі та був зарахований на роботу в якості льотчика-інструктора. Через два роки направлений на перепідготовку в якості льотчика-інструктора до Ульяновська, де також проходив програму 9—10 класів. Після курсів повернувся до свого рідного аероклубу.
З початком Німецько-радянської війни Центральна Рада ТСОАВІАХІМ видала наказ з вимогою пришвидшити в аероклубах випуск курсантів до вересня 1941 року. На базі трьох аероклубів – Красноярського, Ачинського та Чорногорського сформовано 679-й авіаполк нічних бомбардувальників У-2. Наприкінці вересня, Петро Рубанов разом з іншими молодими льотчиками поїздом прибув до міста Єгоровська, що під Москвою. Службу почав льотчиком зв'язку на Західному фронті.
З лютого 1942 року Петро Якимович Рубанов відряджений до складу новоствореного 828-го змішаного авіаполку (був змішаним до 1943 року). Тут швидко освоїв винищувач І-153. Наприкінці 1942 року авіаполк вже отримав новенькі штурмові літаки Іл-2.
За час перебування на Карельському фронті з лютого 1942 по 1944 роки льотчик 828 штурмового авіаційного полку виконував бойові завдання на Ленінградському, Петрозаводському, Кестеньгському, Кандалакшському та Мурманському напрямках.
Командир ескадрильї 828-го штурмового авіаційного полку (260-та штурмова авіаційна дивізія 4-ї повітряної армії 2-го Білоруського фронту) капітан Рубанов до квітня 1945 року здійснив 115 бойових вильотів.
У 1948 році закінчив Вищі офіцерські льотно-тактичні курси ВПС, в 1954 році — Військово-повітряну академію.
З 1960 року у званні полковника звільнився з армії. Працював директором технічного училища № 38 м. Запоріжжя.

## Звання та нагороди
18 серпня 1945 року П. Я. Рубанову присвоєно звання Героя Радянського Союзу. Також був удостоєний звання «Почесний громадянин Запоріжжя» (рішення Запорізької міської ради № 6 від 24 березня 2010 року).
Інші нагороди:
- Орден Леніна
- Два ордени Червоного Прапора
- Орден Олександра Невського
- Два ордени Вітчизняної війни I ступеня
- Орден Вітчизняної війни II ступеня
- Орден Червоної Зірки
- Медалі